# AMOLED

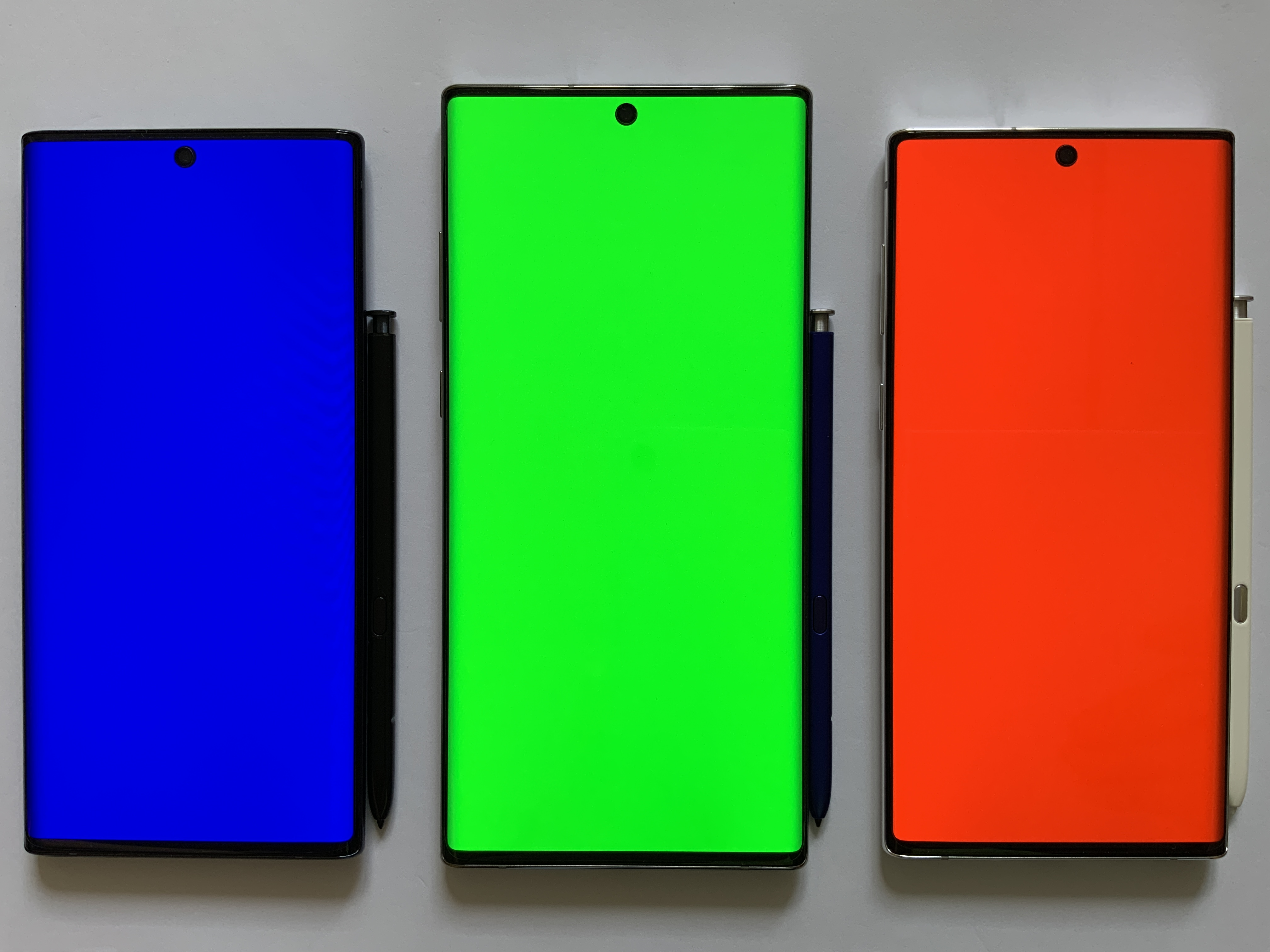
三星Galaxy Note 10系列智能手機使用了Dynamic AMOLED顯示屏

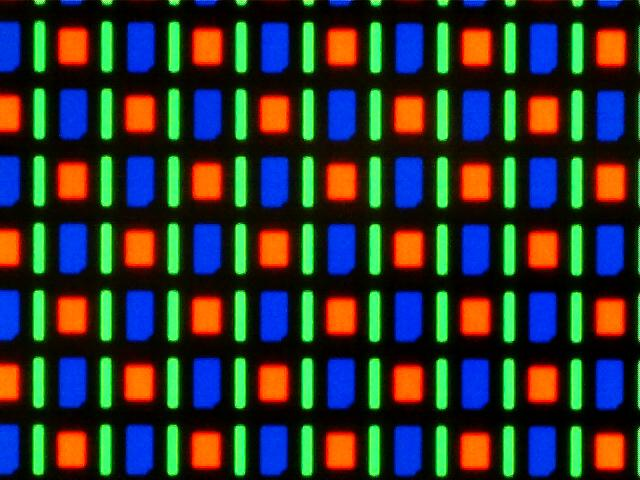
智慧型手機Nexus One上使用的PenTile矩陣RGBG系統的AMOLED螢幕（放大相片）

AMOLED（英語：Active-matrix organic light-emitting diode，中译：主动矩阵有機發光二極體）是一种显示屏技术。韩国三星电子研发的Super AMOLED效能大幅提升，是更先进的版本，它将触控感应器和实际萤幕整合在同一层，Super AMOLED相较AMOLED的萤幕亮度提高20%，功耗降低20%，阳光反射减少80%。其中OLED（有机发光二极体）是描述薄膜显示技术的具体类型：有机电激发光显示；AM（有源矩阵体或称主動式矩陣體）是指背后的像素寻址技术。目前AMOLED技术主要用于智能手机，并继续朝低功耗、低成本、大尺寸方向发展。
2018年智慧手機出貨量顯示，OLED 螢幕滲透率已經越過 20% 的臨界點，未來 AMOLED 螢幕有希望取代 LCD 螢幕成為手機螢幕的主流。

## 技术

AMOLED技术架构示意图

AMOLED显示由OLED矩阵分子电激后发出的事先储存或集成于TFT的光，作为一套开关来控制流向每个像素的电流流向。通常情况下，每个像素上至少由两个TFT控制此持续电流。其中一个控制储能电容的充电，另一个提供一定级别的电压源，用来创建恒流像素和抵消运行被动OLED的高电流之所需。TFT背板技术是制造AMOLED显示屏的关键。如今两个主要的TFT背板技术，即多晶硅和非晶硅，已应用于AMOLED。这些技术为低温（低于150°C）下在弹性塑料基板上生产柔性AMOLED显示器提供了可能。
2009年，日本顯示器（JDI）開始生產5.2"實驗型螢幕。
三星作为 AMOLED 技术主导者，还为 AMOLED 注册了一个中文名“奥魔丽”。然而即使是三星自己也很少用这个名字做宣传。

### 内嵌式多点触控面板
制造商已经开发出内嵌式触控面板，将电容式阵列传感整合到AMOLED生产工艺中。内嵌式触控板制造商包括友达光电及三星电子。三星推出市场的该技术名为Super AMOLED。因为内嵌式触控操作可以减少屏幕结构中的一层空气，所以该技术能够在屏幕发光功率不变的情况下提升屏幕亮度。

## 优点
AMOLED具有自發光性、廣視角、高對比、反應速度快等优点。AMOLED相比被动式OLED具有更高的刷新率，耗能也显著降低。这使AMOLED非常适合工作于对功耗敏感的便携式电子设备中。
若AMOLED的生產良率提高，其成本將不會比傳統LCD高。

## 缺点
- AMOLED显示器中使用的有机材料容易降解，但已经发展出补偿材料降解的技术。[10]
- AMOLED在同一畫面顯示過久會導致螢幕磷質烙印，即所谓“烧屏”现象。
- AMOLED各色衰退速率不同，因此長期使用後會有色偏。
- AMOLED幾乎採用低頻PWM技術來調節亮度（除了高亮度時以外，使用DC調節亮度會造成色彩不佳，需要特製硬體才能減少問題），而且頻率不高，一般認為是在人腦無法察覺、不會感到不適、但明顯傷害視力的低頻率閃爍（關於PWM調光的安全標準，詳見IEEE 1789標準）；許多AMOLED手機亮度在100%仍使用低頻PWM調光，平板及筆電在這方面表現較佳，可能在比較低的亮度才開始使用PWM調光。在決定購買使用AMOLED屏幕的產品前，要考虑手機的調光方法，因為很多人不會感到不適、但仍會被傷害。

AMOLED由于制造工艺上的相对不成熟，导致其良品率与相对成熟的IPS面板来讲依然偏低，成本較高；不過目前手機螢幕的小尺寸的AMOLED成本已經可以接受。
- 由於只有小尺寸可以量產及壽命短的特性，因此目前AMOLED只能在淘汰速度快又只使用小螢幕的智能手機及智能手錶上廣泛使用。
- AMOLED面板非常薄、脆弱，几乎一碰即碎，导致手机的耐用度降低。
- AMOLED面板雖然有超廣視角，但到了165~178度有偏藍偏綠偏紅偏紫等現象（尤其是在曲面螢幕邊上）。

## 爭議
AMOLED面板原本不被三星所看好，僅試探性用在自家Bada平台手機、當時尚屬新興的Android機種i7500以及即將退場的Windows Mobile手機i8000，均未獲得市場上的较大迴響；HTC於2010年分別在1月及2月分別推出與Google合作訂製的首款Nexus手機Nexus One，以及HTC Legend和HTC Desire，憑著Google“親兒子”的基因與第一波Android旗艦機上市的氣勢，旋即在市面上大受歡迎，上市之初二者均採用了AMOLED屏幕；之後三星於二月發表旗下首款Android旗艦機種Galaxy S，成為當時全球市場上少數能與HTC對抗的Android廠商。Samsung Galaxy S上市熱賣不久後，HTC旋即於六月底宣布因為螢幕料件供應不足，Nexus One與Desire將會採用AMOLED以及SLCD雙軌規格販售。三星身為當時唯一有大量供應AMOLED的廠商，以及自家Galaxy S的生產狀況正常，立刻遭受到不少惡意斷貨打壓對手的質疑。HTC董事長王雪紅於2014年的一場訪談中證實了此一質疑。